# Johann Georg Theodor Grässe
Johann Georg Theodor Grässe, född 31 januari 1814, död 27 augusti 1885, var en tysk biblioteksman.
Grässe blev bibliotekarie hos kung Fredrik August II av Sachsen 1843, direktör för kungliga myntsamlingen i Dresden 1848, samt för samlingen i Grünes Gewölbe där 1863. Bland Grässes många skrifter märks främst hans bibliografi Trésor de livres rares et précieux (6 band, jämte supplement 1859-1869), vidare litteraturhistoriska arbeten som Lehrbuch einer allgemeinen Literärgeschichte (4 band, 1837-59), sagohistoriska såsom Die Sage vom ewigen Juden (1844) och Sagenschatz des Königreichs Sachsen (1855) samt arbeten om keramik såsom Führer für Sammler von Porzellan und Fayance (16:e upplagan 1922).